# Principi de realitat
En la psicologia freudiana i la psicoanàlisi, el principi de realitat (en alemany Realitätprinzip) és la capacitat que té la ment de jutjar la realitat del món exterior i d'actuar-hi en conseqüència, en contraposició a actuar seguint el principi de plaer. Permetent a l'individu ajornar la satisfacció immediata, el principi de realitat és el principi rector de les accions del jo, després d'haver-se desenvolupat lentament de «jo de plaer» a «jo de realitat»: es podria comparar amb el triomf de la raó sobre la passió, del cap sobre el cor, de la ment racional sobre l'emocional.
Segons el filòsof Jonathan Lear, la noció freudiana del principi de realitat té de fet una dimensió ètica en el sentit que s'oposa a una cosmovisió distorsionada per la neurosi.
Encara que potser algunes de les idees de Freud siguin defectuoses i d'altres no es puguin comprovar fàcilment, és clar que era un observador incomparable de la condició humana, i que moltes de les coses que va proposar, especialment en relació amb el principi de realitat, es manifesten en la vida quotidiana.

## Oposició al principi de plaer
Tant el principi de realitat com el principi de plaer cerquen la satisfacció personal, però la diferència essencial entre tots dos és que el principi de realitat se centra més en el llarg termini i està més dirigit als objectius, mentre que el principi de plaer ho desatén tot menys l'acompliment immediat dels seus desitjos.
El principi de realitat i el principi de plaer són dues nocions oposades que Freud va establir. El principi de plaer és la noció psicoanalítica basada en l'impuls de l'allò cap al plaer i contra el patiment per satisfer les necessitats biològiques i psicològiques. A mesura que l'individu va madurant, la cerca del plaer pròpia de l'allò es va modificant pel principi de realitat. Amb el domini del principi de realitat com a principi normatiu sobre l'allò, la cerca de satisfacció deixa de prendre els camins més directes i ajorna l'acompliment dels seus objectius, segons les condicions imposades pel món exterior: és la satisfacció ajornada. Aquestes dues nocions es poden veure en termes psicològics com a processos: el principi de plaer és el procés primari que és moderat pel principi de realitat, que és el procés secundari. Des d'un punt de vista econòmic, el principi de realitat es correspon amb una transformació de l'energia lliure en energia controlada.

## Història
Freud sostenia que "un jo educat així ha esdevingut 'enraonat'; ja no es deixa governar pel principi de plaer sinó que obeeix el principi de realitat, que, en el fons, també cerca obtenir plaer, però un plaer assegurat tenint en compte la realitat, malgrat que sigui un plaer ajornat i reduït".
A les lliçons introductòries que va fer el 1915 a la Universitat de Viena, Freud va popularitzar la noció de l'inconscient com la part més gran i influent de la ment i que inclou les pulsions, els instints i les motivacions que els humans sovint es veuen forçats a negar si no és en forma dissimulada. A la lliçó 23a, Freud va tractar el conflicte entre el regne de la "fantasia" i el principi de realitat, comparant el primer amb una reserva natural. Però argumentava que "hi ha un camí que porta de retorn a la realitat des de la fantasia: el camí de l'art".

## Desenvolupament en l'individu
En el nadó i el nen petit, l'allò governa el comportament sobretot obeint el principi de plaer. La maduració és el procés lent d'aprendre a suportar el dolor de la satisfacció ajornada quan la realitat ho requereixi i com la realitat ho requereixi, un procés afavorit, segons Freud, per l'ensenyament i els ensenyants. El resultat és la capacitat que té la ment madura d'evitar la satisfacció immediata en favor de la satisfacció a llarg termini.
Per a fer-ho, el principi de realitat no passa per alt l'allò sinó que procura satisfer-li els desitjos de maneres equilibrades i adequades socialment, tenint consciència de l'entorn i adaptant-s'hi. Modera el principi de plaer i garanteix la satisfacció de les necessitats instintives sospesant els costos i els beneficis d'una acció abans de decidir si ha d'actuar seguint un impuls o bé passar-lo per alt. El principi de realitat obliga la ment a tenir en compte els riscos, els requisits i els resultats de les diverses decisions. El jo no pretén erradicar els impulsos sinó que atura temporalment la descàrrega de l'energia de l'allò fins que es pugui trobar un moment i un lloc més adient, segur i realista. Aquest procés necessari de demora s'aconsegueix mitjançant l'anomenat procés secundari.
Com a exemple del principi de relaitat es pot prendre la persona que fa dieta i que decideix no cedir a la gana que té. Sap que satisfer la gana insana (i per tant el principi de plaer) només li proporciona una satisfacció de curt termini que impedeix l'objectiu de la dieta. Arran de la pubertat, el principi de realitat incrementa l'abast i eixampla el ventall i la maduresa de les decisions que pren l'individu. Els adolescents ja no són nens que sucumbeixen a cada necessitat sinó persones amb la capacitat d'ajornar la satisfacció a l'espera de circumstàncies més favorables. A la ment ja no domina només el plaer sinó també la realitat, encara que resulti ser desagradable.
Un altre canvi en el principi de realitat, que es produeix en el pas de l'adolescència a l'edat adulta, pot ser un moment decisiu en la seva consolidació; però l'impacte de certes experiències traumàtiques pot arribar a ser perjudicial dins de l'inconscient. En el nou principi de realitat, l'individu ha de trobar-se representat com a presència forta dins de la seva ment i com a agent que pren decisions enraonades, en comptes de ser merament percebut. És la culminació de la manera com l'adolescent aprèn a experimentar-se en el context de la seva realitat exterior.

## Complicacions
La capacitat de controlar els impulsos i de retardar-ne la satisfacció és una de les característiques essencials d'una personalitat madura i el resultat d'un principi de realitat puixant. Durant la infantesa, els nens aprenen a controlar els desitjos i a comportar-se de maneres convenients socialment. Els investigadors han descobert que els nens que saben retardar la satisfacció més bé poden tenir uns jos més ben definits, atès que tendeixen a preocupar-se més de temes com ara la conveniència social i la responsabilitat. La majoria dels adults tenen desenvolupada al seu jo la capacitat del principi de realitat perquè han après a no fer cas de les exigències de satisfacció constant i immediata que fa l'allò.
En el desenvolupament humà, la transició del domini del principi de plaer al del principi de realitat és un dels avenços més importants del desenvolupament del jo. Però aquesta transició rarament és suau, i pot dur al conflicte interpersonal i a l'ambigüitat. Si el principi de realitat no es desenvolupa, ocupa el seu lloc una altra dinàmica: el superjò afirma la seva autoritat i provoca sentiment de culpa a l'individu per no haver pogut aplacar tant la raó com el plaer. Aleshores, el jo queda atrapat entre l'"hauria de" de l'allò i el "no hauria de" del superjò. La persona que viu com a esclava dels seus desitjos immediats i que constantment se n'acaba penedint portarà una existència infeliç i contínuament insatisfeta. No costa gaire trobar exemples d'adults que viuen així, com ara l'alcohòlic que beu, llavors se'n sent culpable i per trobar-se millor torna a començar el cercle viciós.
Quan el jo no aconsegueix assumir el paper que li pertoca dins del principi de realitat, queda sota el control del principi de plaer, i això provoca un jo dividit, en què dos principis xoquen molt més fortament que quan només hi ha la temptació d'un impuls. El control exercit pel principi de plaer es manté fort perquè el nen, a mesura que comença a distingir la seva autoimatge de la imatge de la mare com a objecte, comença a experimentar depressió per la pèrdua del que proporciona la mare. Tanmateix, alhora, la mare continua encoratjant aquest comportament del nen en comptes de permetre que maduri i així imposa l'adhesió i la negació, cosa que promou que perduri el principi de plaer per mirar d'evitar el dolor de la separació o la depressió subsegüent. El principi de plaer nega la realitat de la separació de la mare i el nen, mentre que el principi de realitat continua mirant d'aconseguir-la. Aquesta línia de desenvolupament crea un trencament entre els sentiments del nen que està creixent i la realitat del seu comportament en entrar al món real.
La rebel·lió contra les limitacions imposades pel principi de realitat i a favor d'una creença en l'omnipotència infantil és un aspecte present a tots els comportaments neuròtics, com es pot veure clarament en els actes dels jugadors.
La psicosi es pot considerar el resultat de la suspensió del principi de realitat, mentre que els somnis són un exemple quotidià 'normal' de la seva desactivació.
A diferència de Freud, la psicoanalista Susan Isaacs sostenia que pensar de forma realista depenia de fet de l'ajuda de la fantasia inconscient més que no s'hi oposava. Semblantment, Jacques Lacan considerava que el camp de la realitat necessitava l'assistència del món imaginari de la fantasia per subsistir. Fins i tot els psicòlegs del jo han arribat a pensar que la percepció de la realitat té lloc mitjançant el vel, més gran o més petit, de la fantasia infantil.

## Enfortiment del principi de realitat
Des d'un punt de vista freudià, una de les maneres d'enfortir el principi de realitat dins del jo seria aconseguir controlar l'allò. Mitjançant la maduració i un sentiment de si més bo, els individus poden trobar la força per anar desenvolupant el principi de realitat i anar aprenent a retardar el plaer prenent decisions més racionals i controlades. En un model psicoanalític tradicional, això podria comportar diversos anys d'autodomini, i tot i així moltes persones acaben decidint aconseguir la satisfacció immediata en comptes de l'ajornada.
Per a infondre lliçons de maduresa i autocontrol aviat, és essencial ensenyar els nens a enfortir el principi de realitat. Alguns contes, com ara El fidel Joan dels germans Grimm, ensenyen lliçons morals sobre els principis de plaer i de realitat freudians. Aquesta història mostra com Joan el criat segueix el principi de realitat, mentre que el jove príncep, el seu amo, està controlat pel principi de plaer. Resumint, el vell rei, l'anterior amo de Joan, li ordena que impedeixi al jove príncep entrar en una habitació determinada del castell, que està tancada amb clau i conté el retrat d'una princesa molt maca. El príncep, que s'adona que Joan sempre passa de llarg d'una de les habitacions del castell, insisteix a veure què hi ha a l'habitació, malgrat que Joan li ha dit que no pot ser. Quan finalment veu el retrat de la princesa, el príncep es desmaia i cau al terra. La princesa viu en un regne molt llunyà i se sap que és inaccessible. Joan, sabent que li encanten els objectes d'or, prepara un pla: fa que els orfebres del regne del príncep elaborin tota mena d'ornaments d'or i sarpa amb el príncep cap al regne llunyà. Un cop allà, porta molts dels objectes d'or al castell i la princesa els veu i diu que en vol veure més. El fidel Joan menteix a la princesa dient que és un comerciant i que el seu amo té molts objectes de més qualitat al vaixell, i l'anima a acompanyar-lo per veure'ls. Un cop al vaixell, la princesa ni s'adona que el vaixell ha sarpat, i així Joan ajuda el príncep a raptar la princesa. Freud en comenta el contrast entre el criat racional i el jove enamorat irracional:
| « | El fidel Joan segueix el principi de realitat freudià; es preocupa per causa i efecte i per les conseqüències dels seus actes i, per tant, té una actitud pragmàtica. Com pertoca, el criat fidel sí que sap com festejar la princesa. En canvi, el jove segueix el principi de plaer; només vol satisfer el desig ardent de posseir la noia maca però no sap com aconseguir aquest objectiu. | » |